# Джа-лама
Дамбиджалцан (тиб. བསྟན་པའི་རྒྱལ་མཚན་; монг. Лувсандамбийжалсан; Дамбийжаа, Дамбижанцан; сокр. Джа-лама (монг. Жа лам); 1860, Астрахань — 1923, Шар Хулсны булаг, крепость Тенпай Джалцаны Байшин), носил титул Сайд-нойон-хутухта, военачальник, хошунный князь, деятель национально-освободительного движения в Западной Монголии в 1910-х годах, считавшийся ламой.

## Биография

### Ранние годы и образование
Ранняя биография известна лишь со слов самого Дамбиджалцана и по слухам. Достоверность этих сведений сомнительна. Согласно этим данным, Дамбиджалцан родился в 1860 году в окрестностях Астрахани, в семье калмыка Темурсана Санаева, и принадлежал к племени дербетов. При рождении ему дали имя Амур (по другим сведениям — Балдан). По сведениям Ю. Н. Рериха, около 1865 года, местные жители вытесняли и семья Санаевых переехала в Монголию, он был отдан в Долоннорский дацан для обучения грамоте. Проявив себя чрезвычайно способным учеником, был направлен в Тибет, где много лет учился в буддийском университете Гоман-дацан в столичном монастыре Дрепунг и получил прекрасное буддийское образование. При этом, как свидетельствует устная традиция, он был вынужден покинуть Лхасу из-за совершённого им убийства соседа-монаха, лишившись тем самым монашеского сана. Однако Дилова-хутухта Жамсранжав, сообщая о путешествии Дамбиджалцана в Тибет, ничего не пишет о его обучении там.
Дамбиджалцан, по сообщению Ю. Н. Рериха, несколько лет служил одним из да-лам (глава департамента) пекинского ямыня при Джанджа-хутухте VII Лувсан Балдан Тенпай Дронме, где ему вверялось устанавливать календари и решать другие астрономические и метафизические вопросы.
Однако, по мемуарам Дилова-хутухты, Дамбиджалцан «сам себя называл ламой, но никто не знал, был ли он в действительности таковым. Никто не знал его настоящий возраст. Никто не знал настоящей правды о нём».

### Начало антикитайской пропаганды
В 1890 году Дамбиджалцан появился в Западной Монголии, выдавая себя за воплощение Амурсаны — джунгарского князя, в XVIII веке восставшего за освобождение монголов от власти империи Цин и вновь родившегося, чтобы избавить Монголию от маньчжуро-китайского ига. Вскоре к нему присоединились два влиятельных западномонгольских тулку, Джалханза-хутухта и Ялгусан-хутухта.
Цинские власти, которых обеспокоило распространение пропаганды Дамбиджалцана, начали переговоры с консулом России в Урге с просьбой арестовать его. Китайский запрос удовлетворили и, по прибытии в Ургу, Дамбиджалцан как российский подданный был арестован и выслан в Кяхту. Вероятно, его принудительное пребывание в Бурятии было очень коротким, и он смог бежать (либо был отпущен) в Тибет или Внутреннюю Монголию. В конце 1891 года он вновь появился во Внешней Монголии, где снова был арестован цинскими властями и перевезён в Улясутай для дальнейшего расследования, однако практически сразу же отпущен. Из Улясутая Дамбиджалцан поехал в Кобдо и провёл там несколько месяцев. Из Кобдо он уехал обратно в Улясутай и затем в Ургу, где был арестован второй раз и снова выслан в Кяхту. В течение ряда последующих лет он на время отошёл от политической деятельности и часто путешествовал в Цайдам и Северо-Восточный Тибет.

### Борьба за независимость Монголии
На рубеже XIX—XX веков империя Цин усилила китайскую колонизацию монгольской территории, добиваясь превращения Монголии в китайскую провинцию и ликвидации автономии страны. Как результат, уже в годы Русско-японской войны во Внутренней Монголии начали действовать партизанские отряды. В 1910 году Дамбийжалцан вновь появился в Карашаре, и за короткое время ему удалось собрать вокруг себя около 5 тыс. монголов, дербетов, торгутов и урянхайских сойотов.
Во время освобождения от цинской власти Западной Монголии Джа-лама сыграл решающую роль в разгроме войск, направленных для сохранения цинского контроля над Кобдо и западом Монголии, а также, наряду с Максаржавом, Дамдинсурэном и Джалханза-хутухтой Дамдинбазаром, в организации и проведении штурма кобдоской крепости в ночь на 20 августа. Богдо-гэгэн VIII (Богдо-хан) пожаловал Дамбиджалцана титулами «Министр, управляющий многими монгольскими аймаками Западной области, драгоценно-досточтимый, истинно сильный совершенный дхармараджа, святой князь» (монг. Баруун хязгаарын олон монгол аймгийг дагуулан тохинуулах сайд Эрдэнэ бишрэлт үнэн хүчин төгөлдөр номун хан ноён хутагт), Туше-гун и Догшин-нойон-хутухта.

### Правление в Западной Монголии
Также Богдо-гэгэн VIII отдал в распоряжение Дамбиджалцана целый хошун в 60 км от Кобдо на одноименной реке, и его союзники поставили ему большое количество лошадей, рогатого скота и аратских семейств. Таким образом он стал военным правителем Кобдосского округа и одним из самых сильных князей Монголии. Он обновил монастырь Дэчинравжалин, основал свой собственный монастырь в местности Улаан Дзасагту-ханского аймака (сомон Умнеговь аймака Увс) и собрал вместе дербетских лам и хувараков с целью улучшения буддийского образования, чем заслужил глубокое почтение среди монгольского населения Дзасагту-ханского и обоих Дербетских аймаков, получив от него почётное именование «Джа-учитель» (монг. Жа багш).
Вместе с тем Джа-лама выказывал жестокость по отношению к не повиновавшимся его приказам и порядкам, а особенно к немонгольскому, мусульманскому населению, за что получил прозвища «суровый» (догшин) и «лютый» (харгис). Так, он запорол палками несколько десятков монахов, лишь за год убил 100 знатных монголов, с казаха заживо снял кожу, у сарта отнял жену. По устному преданию, Джа-лама ослепил знаменитого живописца Цаган-Жамбу, написавшего его портрет (ныне утерянный), чтобы тот не написал никому портрета лучше.

В своем хошуне он ввёл ряд новшеств. Он познакомил своих последователей с сельским хозяйством и даже заказал некоторые сельскохозяйственные машины из России. Он предписывал своим людям строить постоянные здания, собирать сено на зимние месяцы и носить русские сапоги. Он основал несколько школ и организовал образцовый монастырь со строгими правилами. Он ограничил количество лам и призывал многих из них в свои отряды. Он обучил свои отряды европейским методам ведения войны. Он пробовал улучшить породу монгольских лошадей и рогатого скота, заказывая их из России.
Он был чрезвычайно жесток к своим врагам и редко доверял своим последователям. Они рассказывали о нём, что он лично пытал заключённых, срезая полосы кожи со спин и клеймя их раскалённым железом. Монастырь Улангом однажды восстал против его новшеств, в результате чего несколько лам были запороты до смерти. Он пытал русского торговца, чтобы получить от него открытое признание. Все монгольские князья в области Кобдо опасались его и даже прислуживали ему как обычные слуги: седлали лошадей и держали его стремя.

### Конфликт с Богдо-ханом
К 1914 году отношения между халхасскими правителями и местными дербетскими князьями обострились и перешли во взаимную ненависть. Ввиду опасности восстания дербетской знати из-за установленных для неё Джа-ламой тяжёлых налогов и их выхода из состава монгольского государства Богдо-гэгэн VIII (Богдо-хан) попытался отозвать Джа-ламу в Ургу, но он не повиновался.
Тогда по просьбе Богдо-хана и по указу императора Николая II 7 февраля 1914 года Дамбиджалцан был арестован капитаном 41-го Сибирского стрелкового полка Евгением Булатовым и сначала был заключён на год в тюрьму в Томске, а затем сослан в Якутскую область. Богдо-гэгэн VIII лишил Дамбиджалцана всех титулов, невзирая на заслуги при взятии Кобдо, и конфисковал всё имущество. Оттуда его перевели в Астрахань, где он и оставался до 1918 года.
Октябрьская революция дала Дамбиджалцану свободу, и он вновь появился в Монголии на р. Селенге, в хошуне Ахай-бейсе Цэрэндоржа Дзасагту-ханского аймака. Встретившись со своим старым соратником Джалханза-хутухтой С. Дамдинбазаром, Джа-лама прибыл к главе сейма Дзасагту-ханского аймака, бейсе хошуна Дайчин-засаг Жалчингомбодоржу, который стал его учеником. Однако Богдо-хан издал указ об его аресте, и Джа-лама был вынужден оставить монгольскую территорию, выбрав для себя новый лагерь в самом сердце Монгольской Гоби, близ оазиса Шар Хулсны у источника Баян-Булак. Возведённая там крепость получила название «Дом Дамбиджалцана» (монг. Дамбийжалцаны байшин), располагавшаяся на территории современного Синьцзяна. Дамбиджалцан вновь собрал вокруг себя разнородную массу людей различного происхождения и координировал действия разбойных отрядов, действовавших на юго-западной монгольской границе.

### Отражение китайской интервенции в начале 1920-х гг.
В 1919 году Китайская республика, пользуясь ослаблением российского влияния, оккупировала Внешнюю Монголию. Вновь началось партизанское движение, и, по некоторым сведениям, Джа-лама предложил принять в нем участие. К 1919 году относятся попытки сотрудничества с Джа-ламой на антикитайской основе барона Унгерн-Штернберга, однако уже в 1921 году Унгерн заявлял, что Дамбиджалцан — вредный человек.

### Гибель
После разгрома Азиатской дивизии войсками Монгольской народной партии и РСФСР летом 1921 года и провозглашения в Монголии ограниченной монархии во главе с Народным правительством Дамбиджалцан установил дружественные отношения с китайскими властями Синьцзяна, Хух-Хото и с последним князем курлукских монголов в Северном Цайдаме. Его обвиняли в том, что он рассчитывал на китайское вторжение в Монголию с целью восстановить старый режим.
В 1921 году отряд Дамбиджалцана разграбил торговый караван, шедший из Юм-Бейсе в Тибет. Более того, в сентябре 1922 года в Урге было объявлено о раскрытии крупного политического заговора, и ряд влиятельных лиц, включая нескольких прежних министров из группы Бодоо, которых обвиняли в ведении тайных переговоров с Джа-ламой по этому вопросу, были арестованы. Вскоре было принято решение ликвидировать и его самого. В начале 1923 года в крепость Дамбиджалцана в Южной Монголии были посланы агенты Государственной внутренней охраны Монголии под командой Д. Балдандоржа. При нём находились министр по благоустроению южных областей М. Дугаржав и военком Улясутая Д. Нанзад. Переодевшись паломниками, сам Балдандорж с одним из солдат испросил приёма у Дамбиджалцана и застрелил его.

## Голова Джа-ламы
После убийства Дамбиджалцана его труп был сожжён, а предварительно отрезанную от тела голову увезли сначала в Улясутай, где некоторое время демонстрировали народу в подтверждение его смерти, а затем в ёмкости с водкой переправили в Ургу. Из-за белых волос на тёмной коже её прозвали «Белой головой» (монг. Цагаан толгой). По мнению журналиста И. И. Ломакиной, исследовавшей историю «белой головы», из Урги голову вывез в 1925 году советский монголовед В. А. Казакевич, поместил в стеклянный сосуд с формалином и переправил дипломатической почтой в Ленинград, в Музей антропологии и этнографии (Кунсткамеру), где её поместили как экспонат № 3394 («Череп монгола») в фонды.
Отрезание головы врагов для демонстрации их смерти было обычной практикой красных и белых (это проделали, например, с головами некоторых лидеров басмачей, атамана Кайгородова и др.). Однако в Монголии ходили слухи о гневе мёртвого Дамбиджалцана: скоропостижная смерть вождя монгольских коммунистов Сухэ-Баторa 22 февраля 1923 года связывалась с прибытием в монгольскую столицу этой «Белой головы».

## Оценки деятельности
Русский монголовед А. В. Бурдуков, лично знавший Джа-ламу, пишет об одном из эпизодов его военной деятельности, относящемся к 1912 году: «Указывая на блестящее парчовое полотнище, красиво переливающееся на солнце, приближённые Дамбижанцана рассказывали о только что прошедшем празднике освящения знамени, о том, как в жертву знамени был принесён пленный китаец, которому, однако, неопытный палач не сумел отрубить головы, так что пришлось обратиться к более опытному».
Человеческие жертвоприношения знамени-сульдэ относятся к древней истории шаманизма монголов, к «чёрной вере» — которой противопоставляется буддизм школы гелуг, «жёлтая вера». Известный отшельник «Даянчи-лама написал всемогущему Дамби Джамцану письмо, обличая его в позорящих и подрывающих основы жёлтой веры поступках…»
Против Джа-ламы выступили и 300 лам Улангома, одного из крупнейших монастырей Монголии. Они восприняли его меры по объединению всех монастырей Кобдосского округа и по «очищению религии» как губительные для «желтой веры». Об этом выступлении лам и об агрессивных действиях подчинённых Джа-ламе монахов (которые имели место после его ареста в 1914 г.) сообщает, в частности, И. И. Ломакина.
В то же время тибетолог и буддолог А. А. Терентьев указывает, что «важно понимать, что Джа-лама — такой же лама, как И. Сталин — православный священник: оба они учились когда-то в духовных учебных заведениях, и не более того». Также он отмечает, что «зверства свои каждый из них оправдывал той идеологией, какой было удобнее — в одном случае это был примитивно понятый марксизм, в другом — шаманизм и буддизм»

## В массовой культуре

### Кинематограф
- «В логове» (монг. Ичээнд нь) — художественный фильм о последнем периоде жизни Джа-ламы, снятый на студии «Монголкино» режиссёром Бадрахыном Сумху в 1972 году (в роли Джа-ламы — М. Цолмонбаатар). Фильм выставляет его ярым врагом монгольской революционной государственности, лживым и хитрым бандитом.
- «Джа-лама: мессия из Западной Монголии»[16]